# Hegyközcsatár
Hegyközcsatár (románul: Cetariu) falu Bihar megyében, Romániában, az azonos nevű község központja.

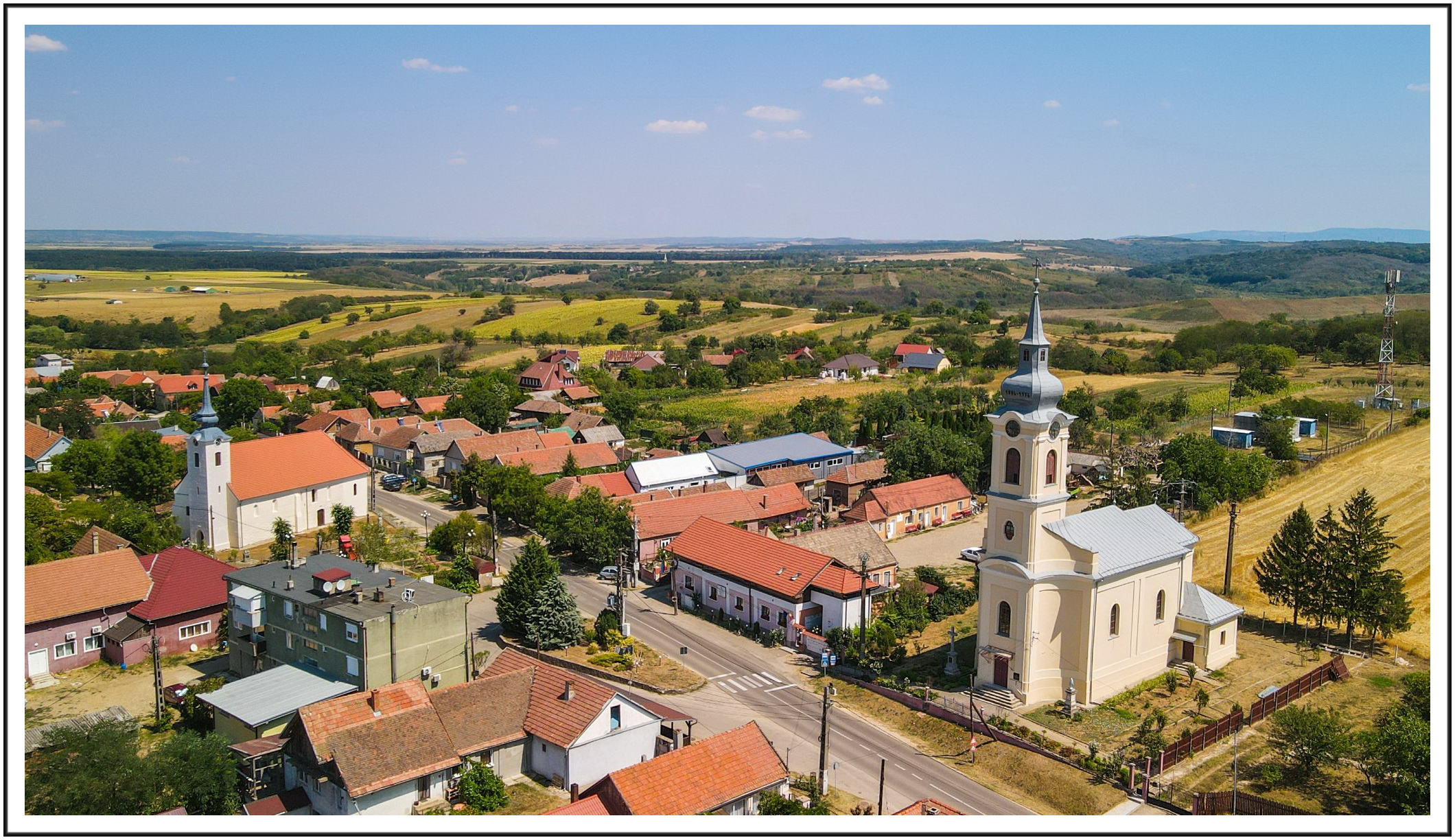
Hegyközcsatar_2022.08.06_-_6

## Fekvése
Románia, partiumi részén Nagyváradtól (Oradea) 12,5 km-re északkeletre, Bihar, Hegyköztóttelek és Hegyközújlak között fekvő községközpont. Közigazgatásilag hozzátartozó települések: Hegyköztóttelek, Siter és Sitervölgy.

## Földrajz
A Réz-hegységhez nyugatról csatlakozó Felső Bihari Hegyköz dombvidéke a tengerszint felett 211 méteren fekszik. Kis patakja dél-délnyugat felé haladva a falu alatt folyó Kösmő (mn. Tábor) patakkal egyesül. A Kösmő-patak, amely előbb nyugatra, majd északi irányba folyik, Paptamási (rom. Tămăseu) felett a Berettyó folyó bal oldalába ömlik. 
Északon a Morcó, mögötte a Nagy-Latabár erdő, északkeleten a Kis-Latabár erdő, keleten pedig a Csatári (Ygfon v. Igfon, majd Uradalmi) erdőnek nevezett határrészek húzódnak, az erdős rész legmagasabb pontja az Ágoston tető (249-2,6 m). Dél-délkeleten a Hajnal hegy (196-1), körülötte pedig a Csipkés nevű határrész, dél-nyugaton a Nagyrét, nyugaton pedig az Őrhegy (214-2,9) nevű határrészek fekszenek. Ugyancsak nyugaton található a Nagy-hegy (227-1,6), és az Őrhegy-tető nevű dombvidékek (200–230 m közötti magaslatokkal). Végül északnyugaton a Hegyalja nevű határrész terül el.
A település maga magas dombtetőre épült, mely a völgyek felé, az égtájak minden irányában terjeszkedik. A községközpontban található a református, tőle néhány száz méterre délkeleti irányban pedig a katolikus templom, mely szomszédságában a Polgármesteri Hivatal és a Rendőrség található. Vele átellenben egy két emeletes tömbház emelkedik, alatta üzletsorral. A tömbház mellett a Kultúrotthon található (jelenleg újítás alatt áll), mely különböző rendezvényeknek, kulturális eseményeknek ad otthont, egykor magába foglalta a község könyvtárát is. 
A település sík vidékein mezőgazdasági területek, míg domboldalain szőlőtermesztés alakult ki. Gazdag legelőin állattartás, legeltetés folyt, ez ma már csak részben fellelhető tevékenységként van jelen. A község keleti határában erdőség húzódik, mely három falu között képez összekötő kapcsot. A község határai: északon Szalárd (Sălard), északnyugaton Hegyközkovácsi (Cauaceu) falu, nyugaton Bihar (Biharea), délen és délkeleten Hegyközújlak (Uileacul de Munte) falu és Hegyközpályi (Paleu) települések.

## Helynevek, utcák és dűlők nevei
Ágoston erdő - a községtől keletre fekvő lejtős dombokon, domboldalakon fekvő erdőség, cser, bükk, és tölgy és más nemű keményfát szolgáltat; területe vissza lett szolgáltatva az egykori erdőtulajdonosoknak; a területen ezt követően a tulajdonosok által drasztikus fakitermelés vette kezdetét, ennek következtében ma ezen az erdőterületen minimális famennyiség található.
Ágoston forrás - az Ágoston-erdő legmagasabb pontja alatt, sziklakőből fakadó hidegvizű forrás, vize a Kösmő patakba folyik. A szocialista rendszerben kedvelt kirándulóhelye volt a település lakosságának, fiataljainak; majálisokat és egyéb szabadtéri játékokat rendeztek itt évente két-három alkalommal. Ma a drasztikus erdőkitermesztés teljesen felborította a táj sajátosságait, ez által a terület már nem vonzza a kirándulókat sem.
Ágoston patak - a csatári (egykori uradalmi) erdő legmagasabb pontjának sziklájából fakadó forrás vize, mely a közeli Kösmő patakba ömlik.
Ágoston tető - az egykori Ágoston-erdő legmagasabb pontja, alatta, sziklakőből fakad az Ágoston-patak forrása; az egykor fákkal, bokrokkal sűrűn benőtt terület magaslata nehezen volt megközelíthető; Ma már ez teljesen megváltozott, csupasz dimbes-dombos vidék lett pár kiöregedett fával és vízmosással.
Akol - az Új-hegy és a Rókás fölött helyezkedett el; a településtől keletre elhelyezkedő terület, közel volt a csatári erdőhöz; egykor itt voltak a településen tenyésztett birkák akoljai; innen kapta a nevét is; a területet ma legelők és az Új-hegy szántói szegélyzik.
Alhegy alja - keleti, hosszabb ideig árnyékos volta miatt kevesebb és gyengébb bort terem.
Avas gaz - a település észak-keleti részén található legelő a Komló-völgy keleti részén, mely a fű avas íze miatt nem igazán volt alkalmas a legeltetésre; a lovak semmiképpen sem fogyasztották az Avas-gazról kaszált és begyűjtött szénát, a tehenek pedig csak alig (ugyanakkor tejük avas ízűvé vált), inkább csak a juhok ették, de azok is csak ímmel-ámmal, hamar továbbálltak. Emiatt is került ide a futballpálya. Több mint 30 éven át nem is volt vele gond; a legelőt északon a tótteleki bekötőútig tartó szántóföld határolta, keleten pedig a Bagjas határrész, nyugaton pedig maga a település.
Baglyos - itt a kaszáló rétek lapos fekvésűek, a hegyoldalakról hirtelen lerohanó víz által gyakran az egész szénatermés elpusztult; évről-évre fészkeltek és fészkelnek ma is baglyok a környező rétet szegélyző gyepűsorban; közel helyezkedik el a település dögkútja, mely anno nyitott állapotban remek élelemszerzési lehetőség volt a madarak és fiókáik számára.
Bánhegyesi sikátor - A Sir-kút tér központ felé nézve bal oldalán nyílik, néhány háza van a helyi iskola épülete mögött, majd a Malom utca elején betorkollik abba, érintve a Nagyutcát is.
Bihar erdő - a községtől keletre fekvő lejtős dombokon, domboldalakon fekvő erdőség, cser, bükk, és tölgy és más nemű keményfát szolgáltatott egykor Bihar település lakosai számára.
Bíró sikátor - pár száz méter hosszú útszakasz a Kis utca vége és a kovácsi út kezdete között (kb. az egykori Gépállomásig). Egykor a Kis-utcai temető mentén elhaladó földút volt; az egykori temető a Paluska sikátortól, a Kis utca végéig, valamint a Pazurik sikátor és a Kis utca közötti területen volt található.
Böcör - a Nagy utcából a központ felé nézve balra esik; egy delta formájú kis tér a Malom utca, Bánhegyesi sikátor és a Nagy utca kereszteződésében.
Buriász - tető és déli fekvésű szőlőterület mérsékelt éghajlattal, a legjobb, valamint legtöbb bort adja.
Czigány hegy - a kevesebb és gyengébb bort teremő vidékek közé tartozik, a hegyvonulat keleti részét délig, nyugati oldalát estig éri a napsütés, a közeli erdő vonzása gyakori csapadékhullást biztosít az itteni szőlőparcellák és kertek számára; zömében ma is folytatnak itt szőlőművelést, közel helyezkedik el a településhez.
Cserhát erdő - a községtől keletre fekvő lejtős dombokon, domboldalakon fekvő erdőség, cser, bükk, és tölgy és más nemű keményfát szolgáltat.
Csiket - ezen a területen meghatározóak az emelkedett és egyenes fekvésű szántó földek; a mellette található völgyben kispatak fut végig a Sás-völgy felé; emelkedett és egyenes fekvésű szántóföldek szegélyzik.
Csipkés - Egykor csipkebokroktól elvadult dombság volt, ma már többnyire lakott, területén kertek és szántók találhatóak.
Csipkés köz - egy delta formájú terület, mely jobbra a Csipkésre vezet, balra viszont egy szűk gyalogösvényen keresztül a "Zug"-ba jutunk.
Énekes - emelkedett partoldal, pincékkel szegélyezve, mely a Petri sikátor folytatásaként, annak földútja mentén a jelenlegi Köztemető alatt fut végig annak bejáratáig; nevét az egykori pincesor adta, ugyanis az őszvégi borok forrásidején gyakran tartózkodtak itt a gazdák borozgatva, énekelve, megköszönve a természetnek a bő szőlőtermést.
Farkasos erdő - a községtől keletre fekvő lejtős dombokon, domboldalakon fekvő erdőség, cser, bükk, és tölgy és más nemű keményfát szolgáltat.
Fehér sikátor - a Fő-tér északi végét köti össze a Varga-dombbal, majd a Varga utcával.
Fő tér - a település központja; északra nézve jobb oldalán fut tovább a Nagy utca, míg bal oldalán egy kisebb összekötő név nélküli utca köti össze a központot a Varga-dombbal, majd a Varga utcával; maga a Főtér kb. 300 méter hosszú 50-60 méter széles területen fekszik. Itt található a középületek közül a helyi Polgármesteri Hivatal (Postával és Rendőrséggel), a Katolikus-templom, a Református-templom, a helyi Gyógyszertár (egykori 1-es iskola), egy kétemeletes tömbház (alatta Élelmiszer-bolt és Italbolt), Kultúrotthon, Orvosi komplexum házi- és fogorvosi ellátással és a két vallásközösséghez tartozó egy-egy papi lak, parókia- és egyéb épületek.
Futrás - Kert-alján található kertség, melyet egy "V" alakú sikátor ölel át. Szóeredet: A „futrás" szó a német Futterseil-ből ered, mely egykor a takarmányt a nyereg kapájához erősítő kötél elnevezése volt. Később a széna hordására és lekötésére használt fonott rendkívül erős kötelet nevezték „futrás kötélnek”. Egy másik területen is használták a TSZ-es időszakokban, mégpedig a szemes és silókiadó munkásokat hívták Futrásoknak.
Görög utca (mn. Mészárszék-sikátor) - a központ bal oldalán a tömbház bal sarkán nyíló kis sikátorszerű, immár közművesített, köves utca, mely a Sírkút utca, Pápista utca és a Kis Pápista utca kereszteződésében végződik; valamikor egy görög kereskedő lakott ebben az utcában, hentesáruval, borkiméréssel és vegyeskereskedéssel is foglalkozott saját házánál; Ő utána nevezték el Görög utcának, mások pedig Mészárszék-sikátornak. Ki így, ki úgy nevezte az utcát. Több borospince is fémjelzi nevét ebben a sikátorban az egykori görög borkereskedőnek.
Hajnal hegy - tető és déli fekvésű szőlőterület mérsékelt éghajlattal, a legjobb, valamint legtöbb bort adja.
Hadházi utca - a kanyarodó Nagy utca második balra nyíló kis utcácskája, mely összekötő kapocs a Nagy utca és a Róka utca között; az itt keletkezett aprócska térből indul ki északi irányba haladva a Király utca, mely végül a Malom utcába fut bele.
Hideg kút - a település nyugati részén található gémeskút a legjobb minőségű kútvízzel rendelkezik, közel az egykori TSZ épületekhez; itt itatták az egyesülés dolgozói az állatokat.
Hosszú kert - emelkedett és egyenes fekvésű szántó földekből áll.
Kertalja - zömében lakott terület, rétség és mezőség; emelkedett és egyenes fekvésű háztáji- és szántóföldek szegélyezik, kisebb sikátorokkal.
Király utca - néveredete nem ismert, valószínűleg egy itt élő családról kapta a nevét; A Hadházi- és a Róka utca végén található kis térből indul ki és a Malom utcába fut bele; az említett terecskén volt található egykor a Király-kút nevű gémeskút is.
Kis mező - állatok legeltetésére szolgáló terület volt, egy része az ma is; szomszédságában volt az egykori MTSZ állatistállókkal tarkított farm-területe; Ma ebből már csak egy-két istálló és az egykori magtár épülete látható; Évente itt tartják meg a községi falunapokat, a hideg kút közelében található vízmosásokkal tarkított területen pedig Moto-Cross és Terepmotor versenyeket rendeznek a falunapok alkalmából.
Kis-Pápista utca - a Pápista utcából nyílik és a Kert-alja nevű rétségben végződik; a Pápista utcához hasonlóan ezen az utcán is római katolikus hitű családok lakták, innen a megnevezés; a „kis” jelző arra utal, hogy kisebb a Pápista utcánál, ugyanakkor lakosai szempontjából szoros összefüggésben van vele.
Kis rét - a település északi végén, a Macskás-sikátor szomszédságában található füves rét, mely a Csiket- és a Kismező határrészeket kötötte össze a Sás-völggyel, mely Hegyközcsatár nyugati határrészét képezi.
Kis utca - a település második legnépesebb utcája; a Főutcából - 4-500 méterre a falu központjától északra - ágazik el nyugati irányba, majd folytatódik észak-északnyugat irányba Hegyközkovácsi felé haladva, érintve a Kis-mezőt és az egykori TSZ megmaradt épületeit.
Kocsis sikátor - a település központjából északra haladva a Nagy utcából az első leágazás, mely egykor földút, ma már kövesútként dominál; a sikátor baloldalán kb. 4-5 ház épült, majd ezt követően érünk el a jobb oldalon található Puszta-kert nevű helyre, mellyel szemben két földút vezet a Hegy-kapu és a Czigány-hegy irányába; a sikátoron tovább haladva elérjük az egykori református temetőt jobb kéz felől, majd ugyanezen oldalon továbbhaladva az egykori katolikus és az egykori járványtemetőket; Ide már nem temetnek; Tovább haladva a mai Köztemető főbejáratához érünk.
Kont - itt a kaszáló rétek lapos fekvésűek, a hegyoldalakról hirtelen lerohanó víz által egykor az egész szénatermés elpusztult.
Konya tető - a keleti erdősáv előtt elterülő dombvidék; legelőből és többnyire bokros helyekből áll.
Latabár (korábban Latobár) - egykor település volt Csatár és Tóttelek között, majd puszta, későbbi pusztulását követően a maradék lakosságot (néhány családot) a szomszédos település Csatár fogadta be; a települést és annak tartozékait ők használták és hasznosították, míg nem teljesen egybeolvadt a település külterületeivel; az egykori települést és annak területeit ma már Hegyközcsatár egyik határrészeként említik.
Macskás sikátor - a település utolsó sikátora északon, mely a faluvégen balkéz felől esik és a háztáji kertek alatt fut végig a Hideg-kút irányába, majd a Kis Mezőn át az egykori TSZ területéig halad, illetve útba esik az egykori Traktorállomás (Gépállomás) is bal kéz felől.
Madárkúsztő - emelkedett és egyenes fekvésű szántó földekből áll.
Malom utca - az utcában egykor üzemelő szárazmalomról kapta a nevét; a Nagy utcából a Böcör nevű deltaformájú kis térből indul ki és a Kert-alja nevű rétségig tart. Időközben érinti a bal kéz felé eső Király utcát, majd a jobb kézre eső Pápista utcát is. Végül közel a Kis Pápista utca végéhez torkollik a Kert-alja nevű rétségbe, mely a Kis-dombon kezdődik és a település déli végéig tart. Mindkét oldalon háztáji- és szántóföldek szegélyezik.
Morgó (mn. Morcó) - a Csiket határrész fölött található észak-nyugati szántóterület neve; emelkedett és egyenes fekvésű szántó földek, délen kaszálók szegélyezik.
Nagy-, és Kis Latabár erdők - az egykori települést körbeölelő észak-keleti fekvésű erdők nevei; ma már csak a Kis Latabár erdő sávja maradt meg a Gólyavölgyi rét, és az abban gáttal létesült Gólyavölgyi Halastót szegélyezi, Tóttelekig tart. A Nagy Latabár erdő egykori területe ma Hegyközcsatár község szántóterületét képezi; a 19. század fakitermelései az erdőséget teljesen kipusztította; a társulások idején területének 99%-át felszántották.
Nagy utca (mn. Fő utca) - Hegyközcsatár települést átszelő kanyargós fő utcája, melyből szerteágaznak annak egyéb kisebb-nagyobb utcái és sikátorai;
Nyerges - lábainál kaszálók és a lapos fekvésű rétek állnak; korábban a hegyoldalakról hirtelen lezúduló esőzések vize gyakran az egész szénatermést megsemmisítette.
Nyerges-alja - itt a kaszáló rétek lapos fekvésűek, egykor a hegyoldalakról hirtelen lerohanó víz gyakran az egész szénatermés megsemmisítette.
Nyolc Hold - a terület emelkedett és egyenes fekvésű szántóföldekből áll.
Paluska sikátor - a Kis-utca közepén található kertek között áthaladó földút, mely a Kis-utcát kötötte össze a Kis-dombbal és a Kert-aljával.
Pápista utca - a Malom utcából nyílik és a Görög utca - Sír-kút utcák kereszteződésében található kis térbe fut; néveredete az utcában egykor lakó kizárólag katolikus vallású családokra utal; a pápista kifejezés a katolikusok tréfás v. gúnyos megnevezése; megjegyzendő, hogy a települést zömében reformátusok lakják.
Papp sikátor - a Kis-utcától északi irányba haladva a Komló-völgy nevű település részt érjük el, melynek jobb kézre eső második sikátorának bejáratánál találjuk magunkat, melyen - a háztáji kertek között - végighaladva a Czigány-hegy kapujához érkezünk, melyet a helyi lakosok Hegykapu néven emlegetnek. A Czigány hegy észak-nyugati kapuja ez, melytől északra az úgynevezett Kis-rét, gyepűvel elválasztva tőle pedig az Avas-gaz nevezetű legelő található; Az 50-60-70-es években ennek a legelőnek a sík felületén volt található a település futballpályája.
Patak - a kaszáló rét itt lapos fekvésű, a hegyoldalakról hirtelen lerohanó víz által gyakran az egész szénatermést elsepri.
Patak erdő - a községtől keletre fekvő lejtős dombokon, domboldalakon fekvő erdőség, cser, bükk, és tölgy és más nemű keményfát szolgáltat.
Pazurik sikátor - a Kis-utcától északi irányba haladva a Komló-völgy nevű település részt érjük el, melynek balkézre eső első sikátorának bejáratánál találjuk magunkat, melyen - a háztáji kertek között haladva - előbb a Tag nevezetű pár házat felölelő külön falu negyedet érjük el, majd az egykori TSZ földútján továbbhaladva a Kis-mezőt és az azon található létesítményeket. A Tagot elhagyva, - mely a sikátor jobb oldalán található - ugyancsak balkéz felől láthatjuk a település egyik nevezetességét a még ma is üzemelő egyik gémeskutat a "Hideg-kutat".
Petri sikátor - a helyi iskolával átellen nyílik a Nagy utcából, földútja a házak kertjei között halad a helyi Köztemető felé; itt az "Énekes"-nek nevezett pincesor alatt halad végig, körbefogva a Köztemetőt egészen annak bejáratáig.
Puszta kert - egy négyszögletes földterület, mely a régi temetők szomszédságában volt egykor, s mely híres volt a település több száz éves berkenye fájáról is, mely katonai pontként is számon volt tartva; a területen háztáji kertek voltak, később a gyermektelenül elhalt emberek kertjeit belepte a gaz, így kialakult egy közkedvelt játszótér ezen a területen; az érett fanyar-édes berkenye, majd a különböző időpontokban érő cseresznyék vonzották a gyerekeket; gyakran sportolni is idejártak délutánonként a fiúgyermekek; a kilencvenes években az odvas berkenye fát két helyi gyerek felgyújtotta, így lett vége az évszázados fának.
Ritkás - közel az uradalmi (ma csatári) erdőhöz; egykor ritkításos fakitermeléssel, majd teljes kipusztítással keletkeztek itt kaszálók és rétek, melyek lapos fekvésűek; a hegyoldalakról hirtelen lerohanó víz gyakran a völgyben található rét egész szénatermését megsemmisítette, ma már a ritka csapadékhullás miatt erre kevés az esély.
Róka utca - Nagyváradról a településre érkezvén a Nagy utcából balra nyilló első kis utca; Később a merőlegesen futó Malom utcába torkollik és itt végződik.
Rókás - legelők és többnyire bokros területek szegélyzik; nyugati fekvésű szőlőparcellái kevesebb és gyengébb bort teremnek, itt a szőlő ma már kipusztulóban van.
Sárharaszt - emelkedett és egyenes fekvésű szántóföldekből áll.
Szent Illyés - tető- és déli fekvésű szőlők területe, mérsékelt éghajlattal a legjobban termő szőlőt és a legtöbb bort adja.
Tóth Pál kút - gémeskút a régi temetők alatt, a település keleti részén, útban a csatári erdő felé, az Írtás dombjai alatt.
Új hegy - Dél-keleti fekvése miatt kevesebb és gyengébb bort terem.
Varga domb - Közvetlen a Főtér északi sarkában kezdődik és mindkét oldalán elhelyezkedő házaival egy téglalap formátumot alkot.
Varga utca - a Varga-domból nílik; ezen áthaladva tovább fut, majd ketté ágazik; jobbra tartva a Paluska sikátorral találkozik és itt torkollik bele a *Kis-domb keleti részébe; balra tartó utcarésze viszont a Sírkút utca, Görög utca, Pápista utca, valamint Kis-Pápista utca kereszteződésébe torkollik.
Végh sikátor - a központ felé nézve jobb kézre eső, korábban föld, ma már kövesút, mely a helyi Köztemető bejáratához vezet.
Veres domb - tető és déli fekvésű szőlőterület mérsékelt éghajlattal, a legjobb, valamint legtöbb bort adja.
Zug - voltaképpen egy aprócska tér néhány házzal és a Fő utca Hadházi utca kereszteződésében központ irányába nézve haladva, jobb oldalon, a Sír-kút tér mellett elhaladva találjuk a Csipkés felé menet; a tér végében, annak jobb sarkában, immár Nagyvárad irányába nézve találunk egy gyalogösvényt, melyen a Csipkés-térre, majd innen tovább Hegyközújlak felé haladva, magára a Csipkésre jutunk.

## Néveredet
A település néveredete négy különböző forrásra épül:
- A Csatár személynevet 1138-ban (ÁSz.199), mint Citar találjuk meg az egyik forrásban, 1211-ben (ÁSz.179) viszont már, mint Chatar szerepel több forrásanyagban is (forrás: Rácz Anita egyetemi docens, Debrecen).

- Mivel a település magas dombok között fekszik, ezeknek a domboknak az oldalain szőlőtermesztés alakult ki. A helyi lakosok ezeket a dombokat szőlőhegynek nevezték, innen ered a helységnevek elötagja a "hegyköz" kifejezés. Utótagja viszont a váradi püspök itt élő lovas nemeseiről (csatárairól) is eredeztethető (lásd: Bunyitay Vince: A váradi püspökség története alapításától a jelenkorig c. műve].

- Csatár hajdan több pusztát is magáénak mondhatott és igen gazdag hely volt. A községben számtalan búzával töltött vermet hoztak létre, melyeknek ásatáskor még most is látszanak a nyomai. A település vermeiben összegyűjtött és tárolt gabona a vidék tárházaként szolgált, innen származik a "csaktár" elnevezés, melyből később, rövidített formaként alakulhatott ki a Csatár név (Pesty Frigyes változata szerint).

- A legvalószínűbb és leghihetőbb azonban ez az utóbbi verzió. Szulta - aki Zolta, Árpád legkisebbik fia volt - menyegzője után a második évben Bihar dukátusa lett (a dukátus latin dux „herceg, vezér” szóból ered). Mén-Marót - Bihari vezér - fiú utód nélkül halt meg, ezért uradalmát teljes egészében vejére, Szultára hagyta. Árpád fejedelem később úgy rendelkezett, hogy legkisebb fia Szulta kövesse őt a fejedelmi székben, ezért Magyarország főurait és vitézeit megeskette, hogy halála esetén vezérré emeljék őt. Szultát ettől kezdve neve Szaltár ~ Csalt ár-nak (úr), később Csolt ár-nak (úr) kellett szólítani. A fennmaradt legrégebbi adatok alapján (1213) Hegyközcsatár ezekben az időkben "villa Catar"-ként szerepel. Névetimológiai kutatások szerint épp ezért valószínűsíthető, hogy  a Caltar-ból alakult ki később a Catar. Ebből kifolyólag a legvalószínűbb, hogy a település Csalt ár-ral (Csolt úr) nevével hozható kapcsolatba (Anonymus feljegyzései alapján Dr. Zsolt Zsigmond névszerkezeti kutató szerint).

## Történet és névváltozat

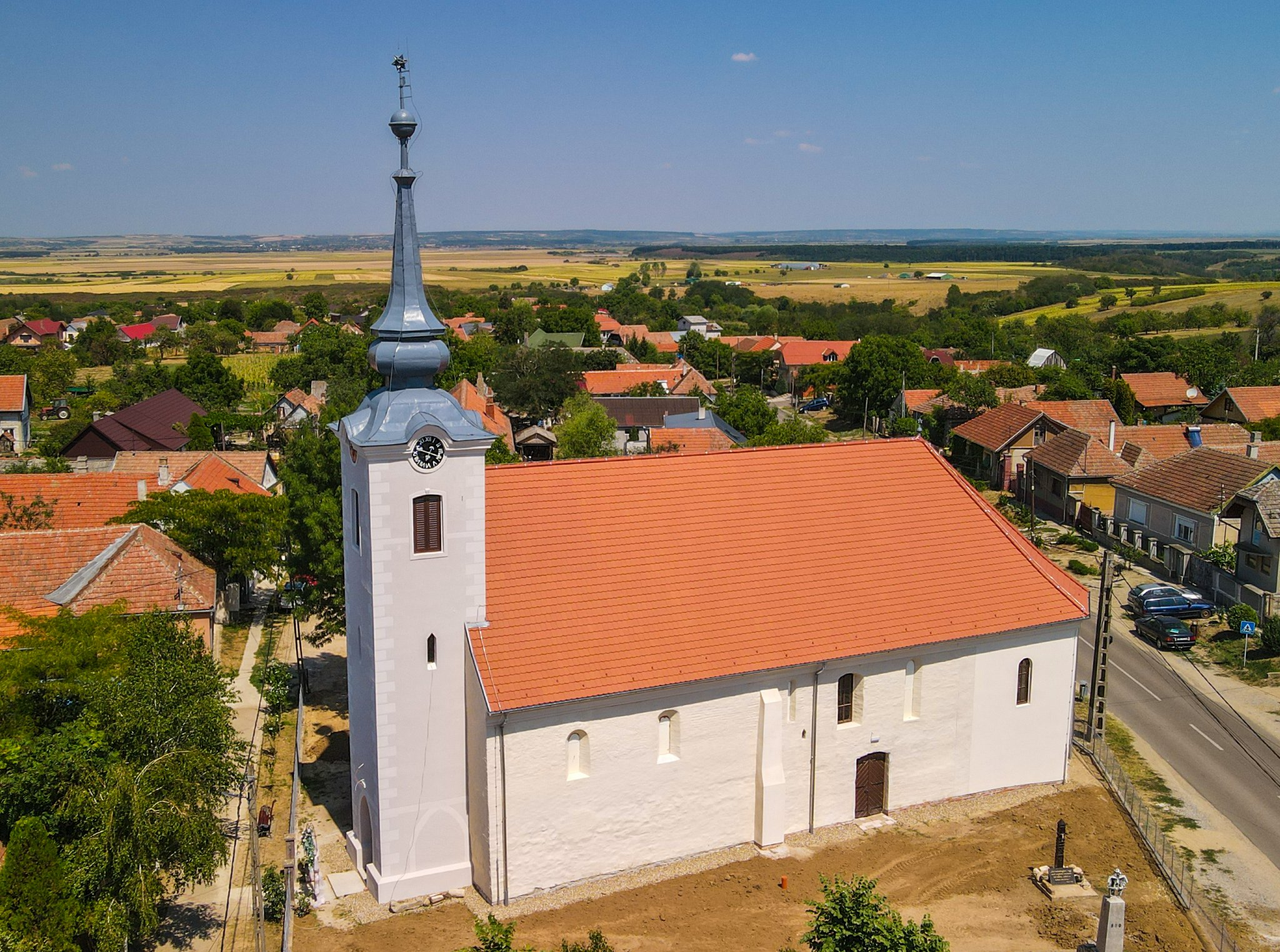
Hegyközcsatár református temploma

Az 1200-as évek elején Chepan (Csepán) nádor birtoka, aki II. András király megerősítő levele szerint a templomos rendnek adományozza. Később  a település a váradi püspökség birtoka lesz. Hagyományok szerint - a püspök lovas nemesei (csatárai) lakták. A település nevét az oklevelek 1213-ban "villa Catar" néven jegyzik, majd 1291-1294 között "Scathar" lett a neve, ezt követően  1294-től "Chathar", 1332-ben "Thatar", majd 1335-ben "sacerdos de villa Thatar" néven jegyzik. Az 1552-es adóösszeírás szerint püspöki birtok. Ezt követően lakói hamarosan reformátusokká válnak. 1569-ben "Czÿatar"-ként említik, 1581-ben "Chatariensis", 1587-ben "Chyathar", 1588-ban "Chyatthar", 1598-ban  "Chiator"-ként jegyzik, 1599-ben "Chyatharh", 1600-tól pedig már egyszerüen csak "Chatar" a neve.  
1659-ben a települést nagy tűzvész pusztítja. 1674-ben a Wesselényi összeesküvés bukása  után itt gyűlnek össze a bujdosó kurucpárti magyar urak  Forgách Miklós és Orlay Miklós elnöklete alatt és választják  vezérükké Wesselényi Pált. 1688-ban itt van a hadak téli szálláshelye is. 1809-ben a települést ismét tűz pusztítja azt követően építik újjá. 1839-1873 között az Osztrák–Magyar Monarchia részeként Bihar vármegye Váradi-járásához tartozik. 1851-ben "Csatár"-ként említik. 1873-1880 között a Szalárdi-járás része. 1880-1920 között ugyancsak "Csatár" néven a Nagyváradi Püspökséghez tartozik. 
A XIX. századtól lakosai között virágzik a fazekas ipar. Az iparosok valószínűleg az egykori szomszédos Latobár településről származnak. 1913-tól Hegyközcsatár (rom. Cetariu) néven szerepel. 1920-1941 között, mint satul Cetariu (Hegyközcsatár) Románia része. 1941-1947 között ismét Magyarországhoz csatolják, Bihar vármegye szalárdi-járásban található, neve Hegyközcsatár. 1947-1956 között Cetariu néven (Csatár) néven újra Romániához csatolják. 1956-ban községi rangot kap - ettől az időtől kezdve comuna Cetariu (Hegyközcsatár község) a neve.

### Az ősi püspökségi birtok

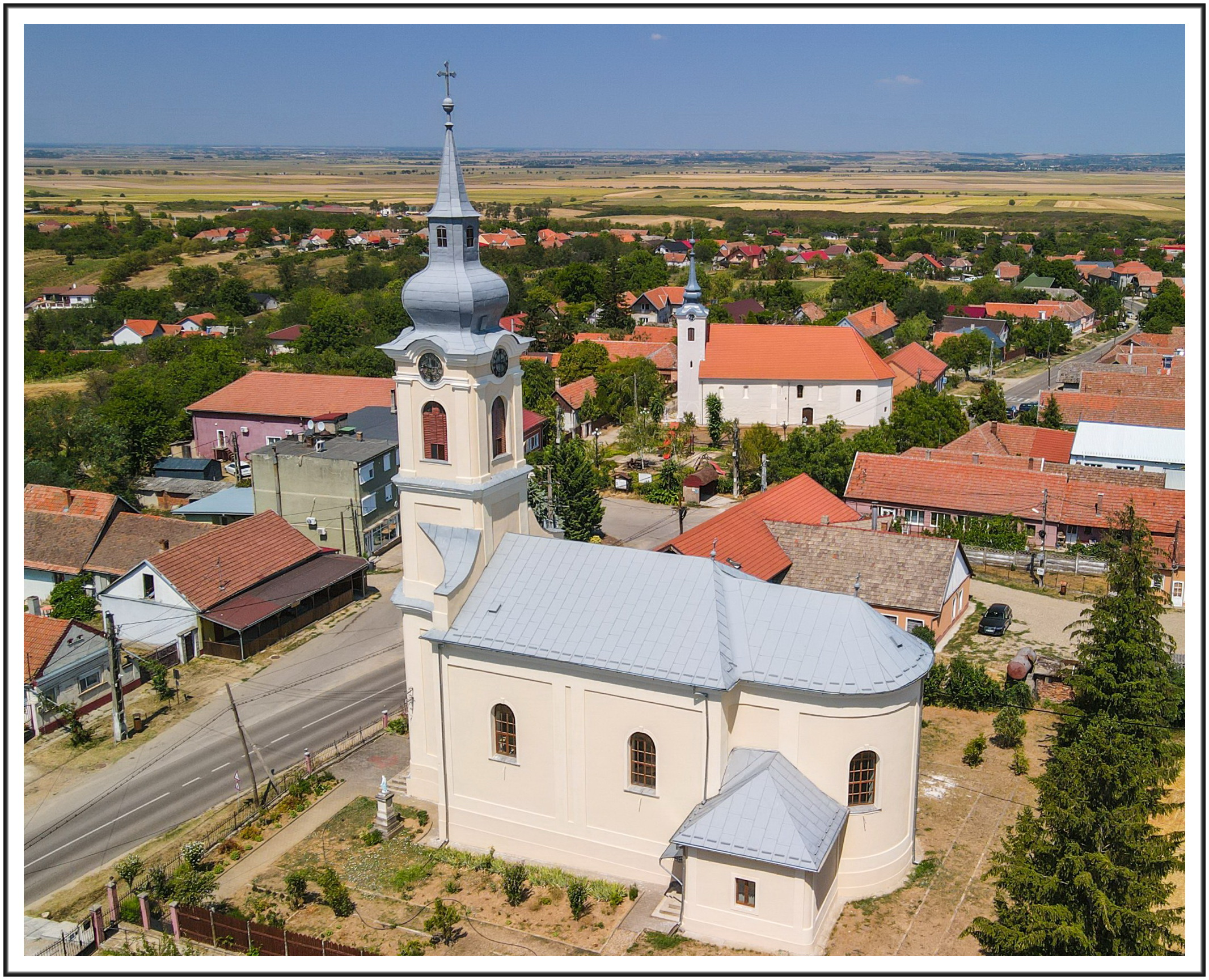
Hegyközcsatár katolikus temploma

A középkorban kizárólag püspöki lovasnemesek, harcképes szabadosok lakták, akiknek a későbbi leszármazottai, a Szeles, Bihari, Bereczki, Győri, Hegedüs stb. nemzetségek voltak. E nemzetségeket a XVI. század végén már dokumentumokban is rögzítették. A község nevét a hadi rendeltetésének köszönhette. Várad püspökeinek gondoskodása révén a község és az egyház is előnyösen kifejlődött. mindenkori papja a XIII. század végétől egy fertó szeretetadományt kellett beszolgáljon a Püspökség számára. Jakab nevű lelkésze 1332–1337 között tizedszedés ideje alatt hol húsz, hol tizenhat garast fizetett évenként. A XIV. században Váradon 10–15 káptalani és több püspöki nemes is lakott, akik az egyháztól örökbe kapott földjeikért katonai szolgálattal tartoztak. E háborús idők miatt Bihar, Püspöki, Csatár stb. egyházi nemesei is velük tartottak. Szent László vitézeinek nevezték őket, öltözetüket páncél, sisak, mellvért, pajzs és lándzsa egészítette ki. 
Csatár egykori temploma az utcával merőlegesen épült, hogy ős keresztény szokás szerint szentélyével napkelet felé nézzen. Valamikor erős kőépület lehetett, de ma már csak a déli oldalfal legnyugatibb részlete maradt fent egy ablakkal, melyet a felújításokat követően is fel lehet ismerni a félköríves jellege miatt. Tornyának nyugati oldalán, a harangok magasságának megfelelő helyen felirat látható, az évszám 1007-nek olvasható. Az évszám magas helyzete miatt közelről megtekinteni nagyon nehéz, de a felirat magyar szavai, a betűk latin, s a számjegyek arab idomai arra utalnak, hogy a két 00 helyett 66-ot, vagyis 1667-et kell olvasnunk. 
Az egyház egyik oltára a Tízezer vértanú tiszteletére lett felszentelve és külön jövedelemmel rendelkezett, amit Perényi Ferenc püspök 1525-ben még szaporított is. Hozzá csatolt egy házat, amely a benne lakó Balogh Sebestyén halálával üresen maradt. Az oltárigazgatóság oltárigazgatót is feltételezett Hegyközcsatáron, így ebben a korban már legalább két egyházi férfi is működött a vallásosság s a népnevelés területén. Ennek az ősi egyháznak a helyén áll ma a református templom, melynek átalakításánál a már említett régi falrészletet meghagyták és beépítették. A csatári római katolikus templom 1809-ben épült. A lakosok községi hitelszövetkezetet és olvasó-kört tartottak fenn és itt volt a szalárdi járás egyik körjegyzősége is. A településhez tartozott Latabár puszta is, mely IV. László király alatt egyházzal is rendelkező község, földesura pedig Miklós vajda volt.

### Tartozék: Latobár (Lathabar)
Egykor (A 18. sz. végén) ez az erdők és dombok közé szorult kis település, a nagyváradi Püspökségnek már tizenöt kepe püspöki tizedet fizetett. A település temploma téglaépítésű volt, lakói pedig tégla és cserépedények égetésével és eladásával foglalkoztak, mások viszont földművelésből, erdőgazdálkodásból tengették az életüket. Nevében a Latibor személynevet véljük felfedezni, mely a középkorban igen csak divatos volt. A település első birtokosa - a IV. László korából ismert Miklós vajda fia, Pál. 1264-től már a Csanád nemzetségbeli János fiai László és Tamás birtokolják. Latobár mellett az övéké még a Adorján vára, és Szalárd is. Később perbe keverednek Miklós vajdával. A vajda hatalmaskodásai miatt a király egyéb Bihar megyei birtokaival együtt elkobozza tőle az említett birtokrészeket, majd  az okozott károkért az egészet a váradi püspöknek és káptalannak ítéli oda. Így jut Latobár is a váradi püspök birtokába, ahol 1557-ig meg is marad.
Fennmaradt okirat szerint 1576-ban e kis község, bírája Konczos Pál, lakosai között pedig megemlítik, Barabás Mátyást és Konya Gergelyt is. 1589. április 25-én, Báthory Zsigmond erdélyi fejedelem adománylevelet állíttat ki Kereki váráról és Latabár faluról, melyet Kismária-i Bocskai István - ekkor még, mint vajda - a fejedelem iránti hűsége jeléül kap örökül. A kereki uradalomhoz tartozik ekkor: Bedes, Furta, Konyár és Pályi is. 1590-ben már Latabár is a kereki uradalomhoz tartozik.
Bocskai magva-szakadtával a település még mindig a kereki vár birtokrészeként 1616-ban Kerekes Péter kereki várkapitány és leszármazottai birtokába kerül. Később - igaz csak rövid időre - Ibrányi Mihály tulajdona lesz. Kerekes János halálával neje Szőleösy Rebeka úrasszony férje egykori birtokát visszapereli az Ibrányiaktól. Mivel azok nem jelennek meg a Nagyváradon megrendezett bírósági tárgyaláson a birtok újra a kerekes utódokra száll vissza. 
A Bihari hegyköz falvainak többsége ekkor a nagyváradi Püspökség birtokát képezik, kivétel ez alól Szalárd, Adorján, Adorján-vár, Siter, Latobár és néha-néha Tóttelek. Latobár település a XIX. századtól végül a Nagyváradi Püspökség birtokába kerül. Elnéptelenedését követően Csatár részévé válik. A területen élő hat család Csatárba települ át, ezzel egyidejűleg a Püspökség területeit az említett településhez csatolják. Az egykori Nagy Latobár erdőt ezt követően teljesen kiirtják, majd a lecsupaszított földterületeket felszántják és termőföldé alakítják át. Bunyitay Vince Bihar vármegye legfőbb ismerője gyakran jár-kel ezen a területen Szalárdra, Szentimrére, Szentjobbra és egyéb településekre kalauzolva az egykori történészeket. 
A XIX. sz. végén egy szekéren megtett utazása során megemlíti az elpusztúlt Latobár települést is, melynek téglából épült templomromja és az egykori kertek fái akkor még jól kivehetőek voltak a Szalárdra vezető földút jobb oldalán. Ma már híre-hamva sincs az egykori településnek. Területén szántóföldek, elburjánzott bokrok, kevés erdő és egy halastó árválkodik. Területe ma Hegyközcsatár része.

## Földvárak

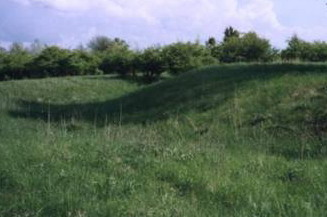
A Csatár és Bihar közötti földvár maradványai

A Sebes-Körös vidékéhez tartoztak a bihari és a csatári földvárak. Az utóbbi Bihartól keletre volt található és mindkettő a Kösmő patakon uralkodott. A Berettyó vidékén Molnos-Petri határában egyszerre három földvár nyomaira is ráakadhatunk. A Berettyó partján Félegyháza, Kis-Marja és Gáborján helységek határaiban is találhatunk némi földvár-maradványokat.

## Bortermelés
A XIX. század első felében a vármegye területén három bortermő vidék volt ismeretes:
- Érmelléki: ide tartoztak a Vajda, Szent-Imre, Diószeg, Kóly, Jankafalva, Kis- és Nagy-Kágya, Székelyhíd, Asszonyvására, Szunyogd és Kereki határában fekvő szőlőhegyek;
- Váradi dombvidéki: ide tartoztak a Terje, Tóti, Telegd, Örvénd, Hegyközcsatár, Bihar, Hegyközkovácsi, Hegyközpályi, Hegyközszáldobágy, Vásárhely helységek határában fekvő szőlőhegyek;
- Szőlőskertek vidéke: ide tartoztak a Debrecen, Hosszú- és Monostor-Pályi, Sámson, Nagy-Léta, Bagamér, Berettyó-Újfalu, stb. határában fekvő szőlőhegyek;

## Nevezetességek
- Hegyközcsatár református temploma - 18. századi (egyesek szerint 13. századi).

- Csatári református parókia (alapkőletétel 1777-ben).

- Hegyközcsatár református templomkertjében felállított emlékmű az árpád-kori település 800-ik éve alkalmából emelve.

- Hegyközcsatár református templomkertjében felállított kopjafa az aradi vértanúk emlékének emelve.

- Hegyközcsatár református templomkertjében felállított „SOLI DEO GLORIA” emlékmű a reformáció 500 éves fennállása alkalmából emelve.

- Hegyközcsatárban a református templom déli falán elhelyezett emléktábla báró Wesselényi Pál kuructábornok bujdosók vezérévé történő megválasztása emlékére.

- Hegyközcsatár „Emlékszikla márványtáblával" a helyi kuruc vitézek emlékére állítva a helyiek által az „Énekes-liget” egykori pincesora előtt.

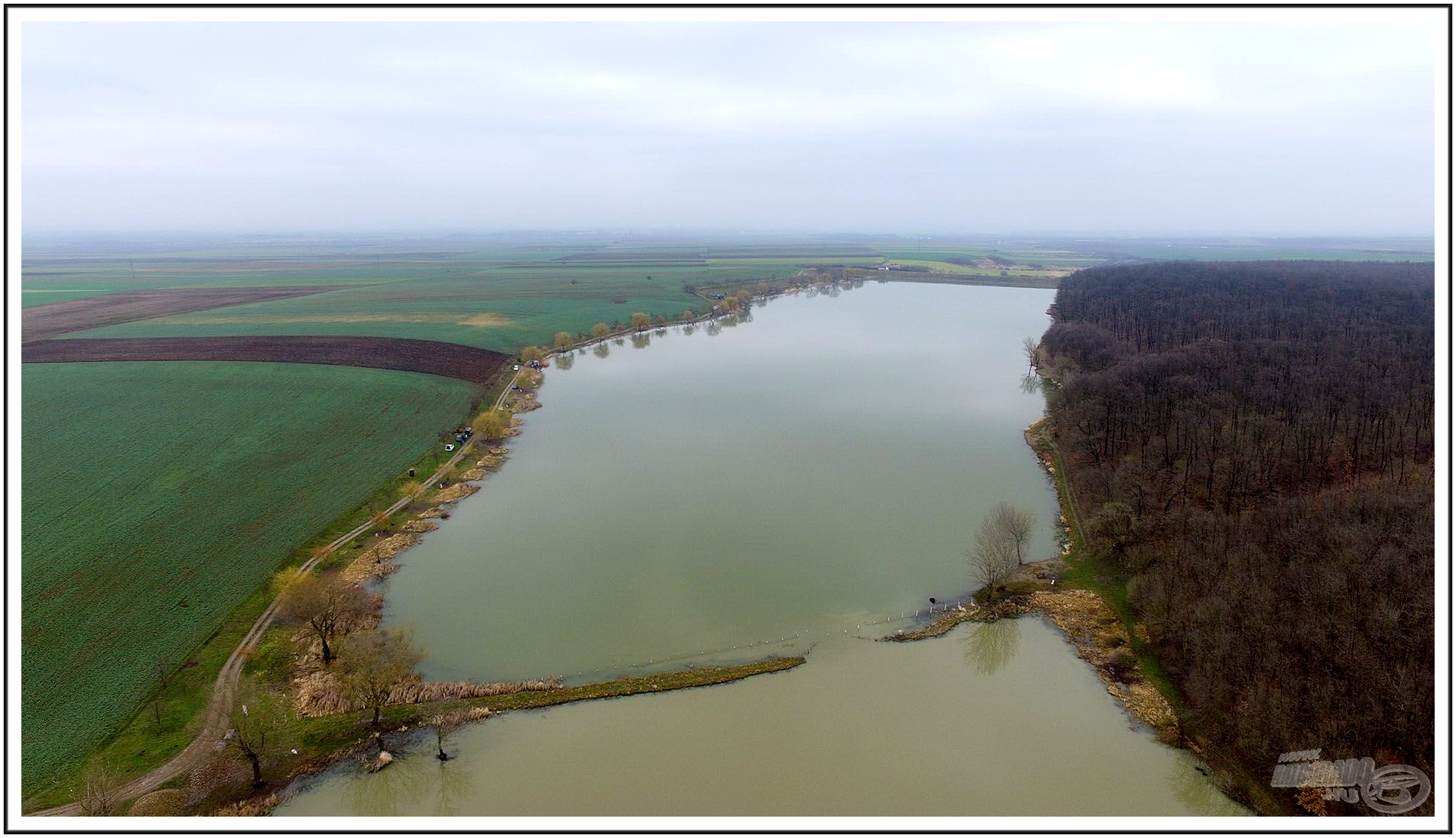
Csatári halastó

- Hegyközcsatár „Szűz Maria" római katolikus temploma - 1804-1809.

- Hegyközcsatár római katolikus plébánia háza - 1743.

- Környékbeli erdőség: 1750,7 ha.

- Csatári-tó (korábban Gólyavölgyi tó (ro. Lacul Valea Vițeilor).

## Kultúra

### Színjátszás
A településen az amatőr színjátszás már a 40-es években kialakult. A helyi fiatalok, de gyakran a középkorú generáció is boldogan szerepet vállalt a helyi kulturális életben. A 40-es évek amatőr színjátszói: Zatykó András, Ispán Sándor, Bába Irén, Szűcs József,Jakab Margit, Kocsis Sándor, Petri József, Zádori Ilona, Király Juiánna, Kis Béni, Szebeni Sándor, Sztankovics Erzsébet, Koma Ilona, Jakab Irén, Borsós Lajos, Koma Etelka és Felföldi Eszter. 
Hegyközcsatár fiatal színjátszói, minden periódusban igyekeztek megnevettetni és játékaikkal elvarázsolni a helyi közönséget, kultúrát és műveltséget loptak az emberek szívébe. 1965-1970 között nőtte ki magát egy nagyszerű társulat, akik számtalan komédiát vittek színpadra a településen. Említésre méltóak többek között Szigligeti Ede Liliomfija, vagy Molière: A Fösvény c. vígjátéka (Főbb szerepekben: Mészáros Imre, Kóti Mária, Szilágyi Béla, Szilágyi Imre és Marjai Albert), melyeket éveken át játszott a társulat úgy a településen, mint a környező falvakban is. 1976-ra felnőtt egy újabb generáció és átvette a korábbi társulat helyét. Molière: A Fösvény c. vígjátéka tovább robogott a színpadokon. Hamarosan kezdetét vette egy sötétebb korszak, a fiatalok azonban mindennek ellenére folytatták a korábbi hagyományokat. 

### Megéneklünk, Románia
A település kulturális élete 1976-85 között meghatározó időszaka volt a településnek. Ebben az intervallumban országszerte hódított a Megéneklünk, Románia elnevezésű kulturális vetélkedő, melynek égisze alatt számos tehetséges magyar fiatal (pl. a Debrecenben élő Orendt Mihály Bihar-kutató, író, költő, publicista) csillanthatta meg képességeit. A település kulturális igazgatója Éles Béla minden évben benevezte fiataljainak nagy részét a versenyekre. A versenyszakasz többségében senki sem kérte tőlük számon, hogy mivel készüljenek, mikor és hol adják elő műsoraikat, ezt önállóan dönthették el a kultúrotthonok igazgatói, szükség esetén azonban a szervezők biztosítottak szakembereket a felkészülésekhez. Minél tovább jutottak, az elvárások annál magasabbak voltak. A hegyközcsatári fiatalok minden évben színielőadásokkal, magyar nótákkal, táncdalokkal, versekkel készültek a megmérettetésekre. Természetesen mindez magyar nyelven történt és az előadások végén bálokat is tudtak rendezni. Ép ezért a hegyközi fiatalok nem igazán akartak továbbjutni megyei szintre, hisz ez a formátum éppen megfelelt számukra.

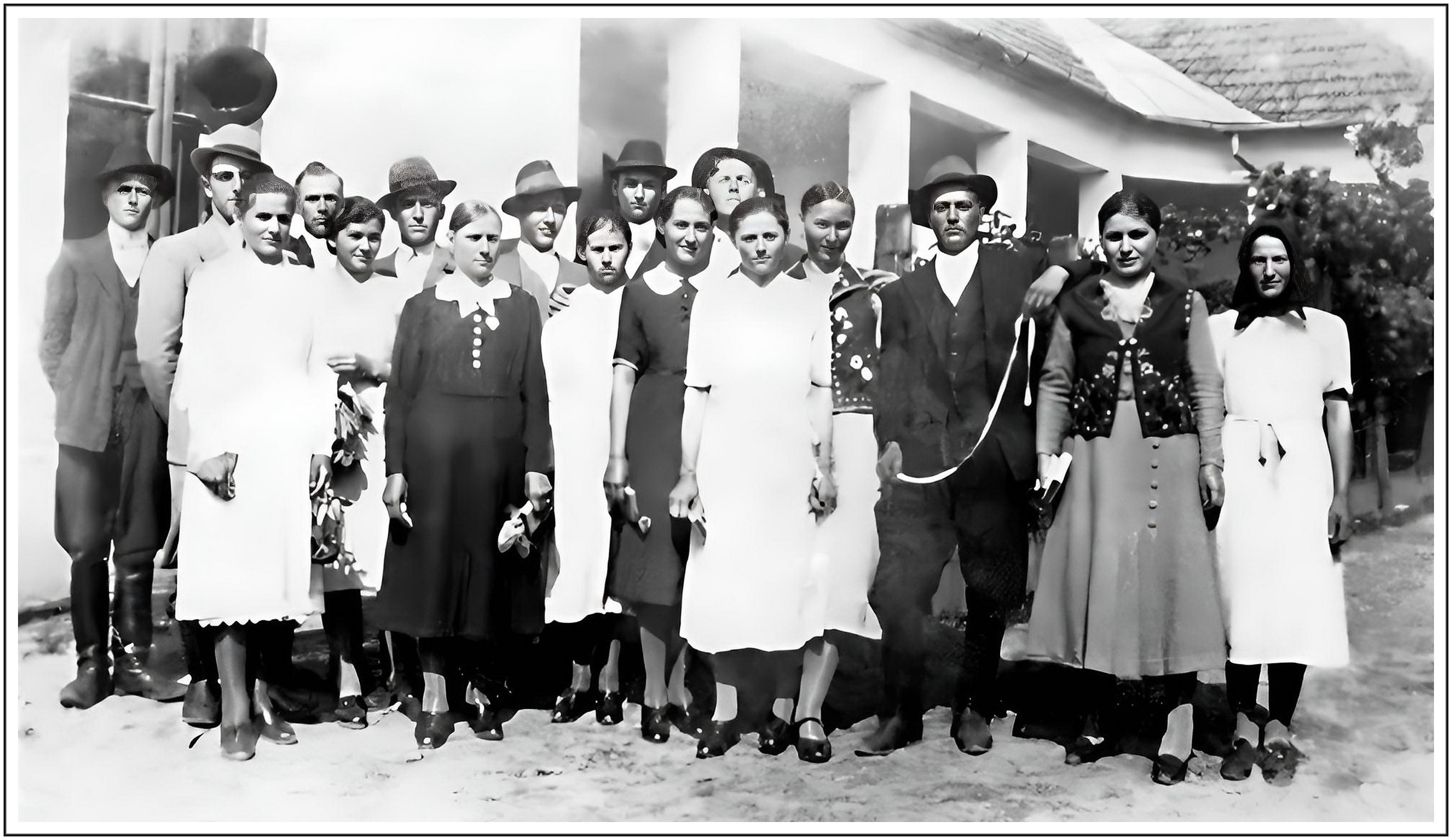
Amatőr színjátszók az iskolaudvaron (1940-1965).
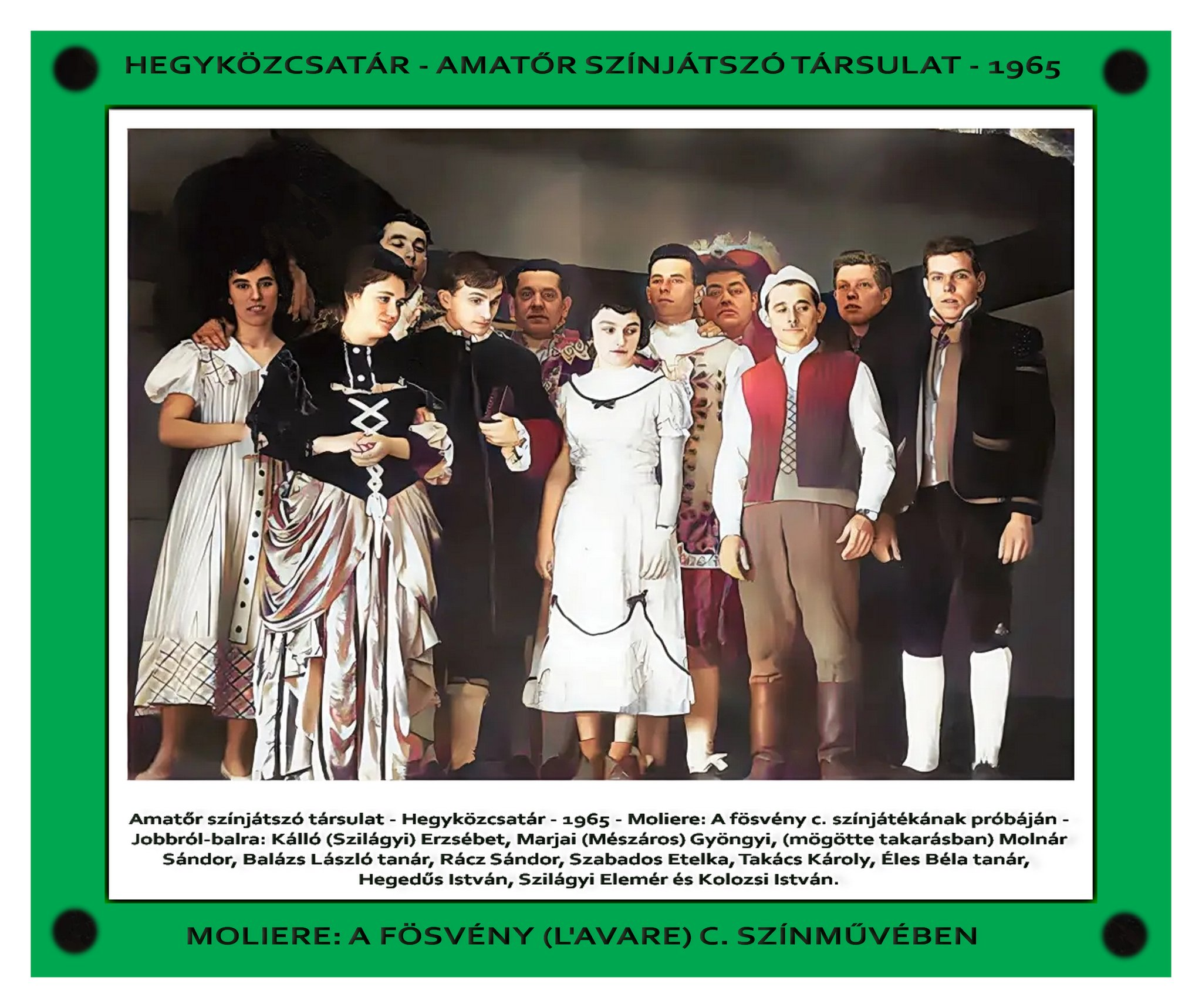
Molière: A Fösvény c. vígjátéka (1965-1970)
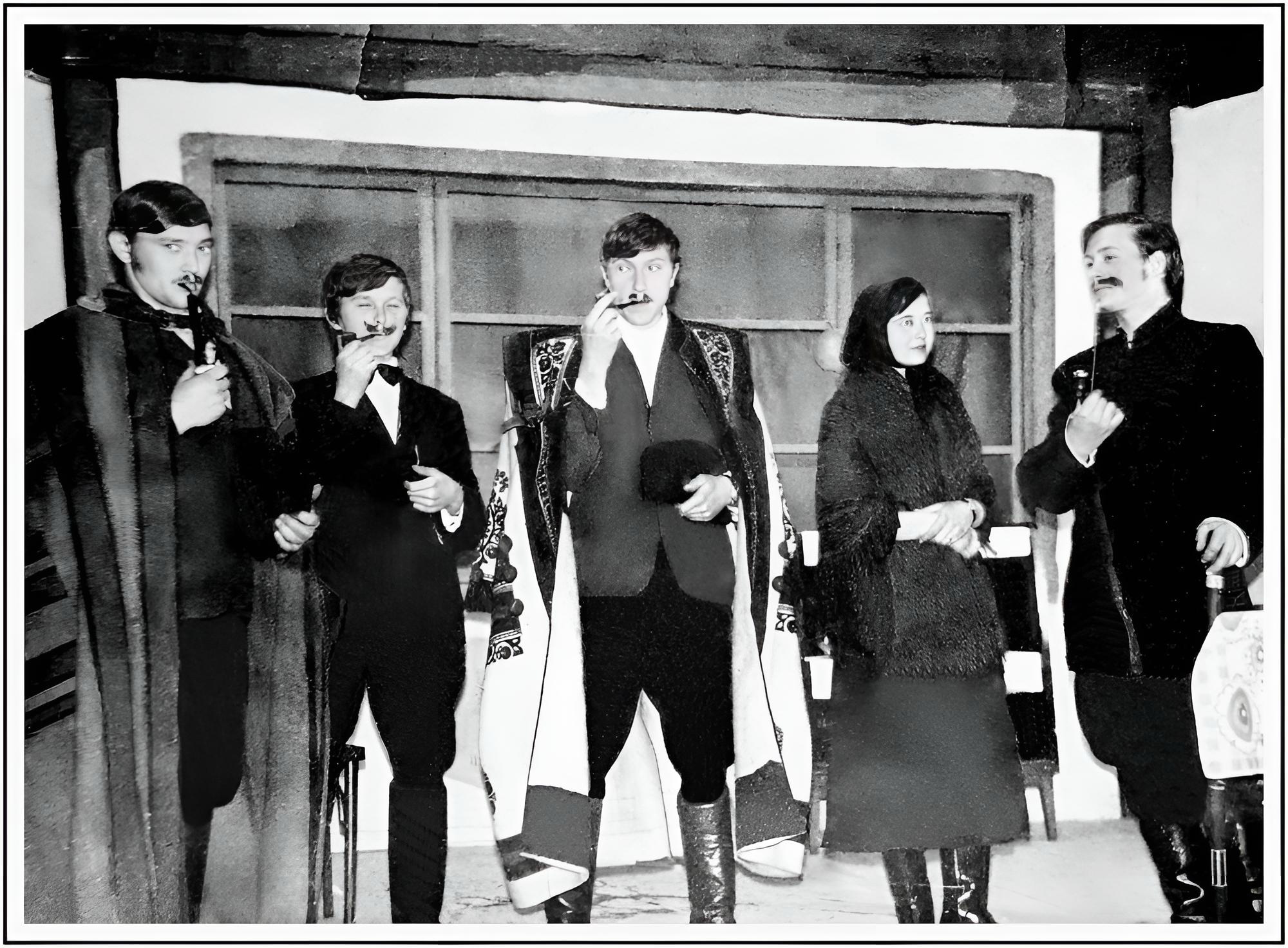
Móricz Zsigmond: Sári bíró (1970-1975).
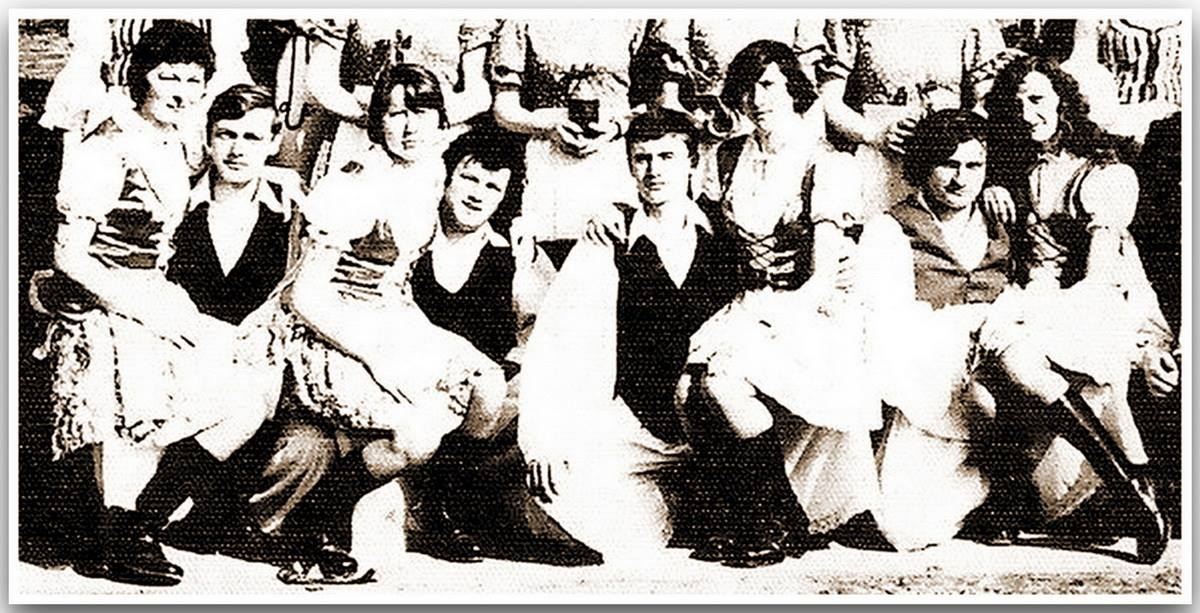
Magyar néptánccsoport (1975-1982).
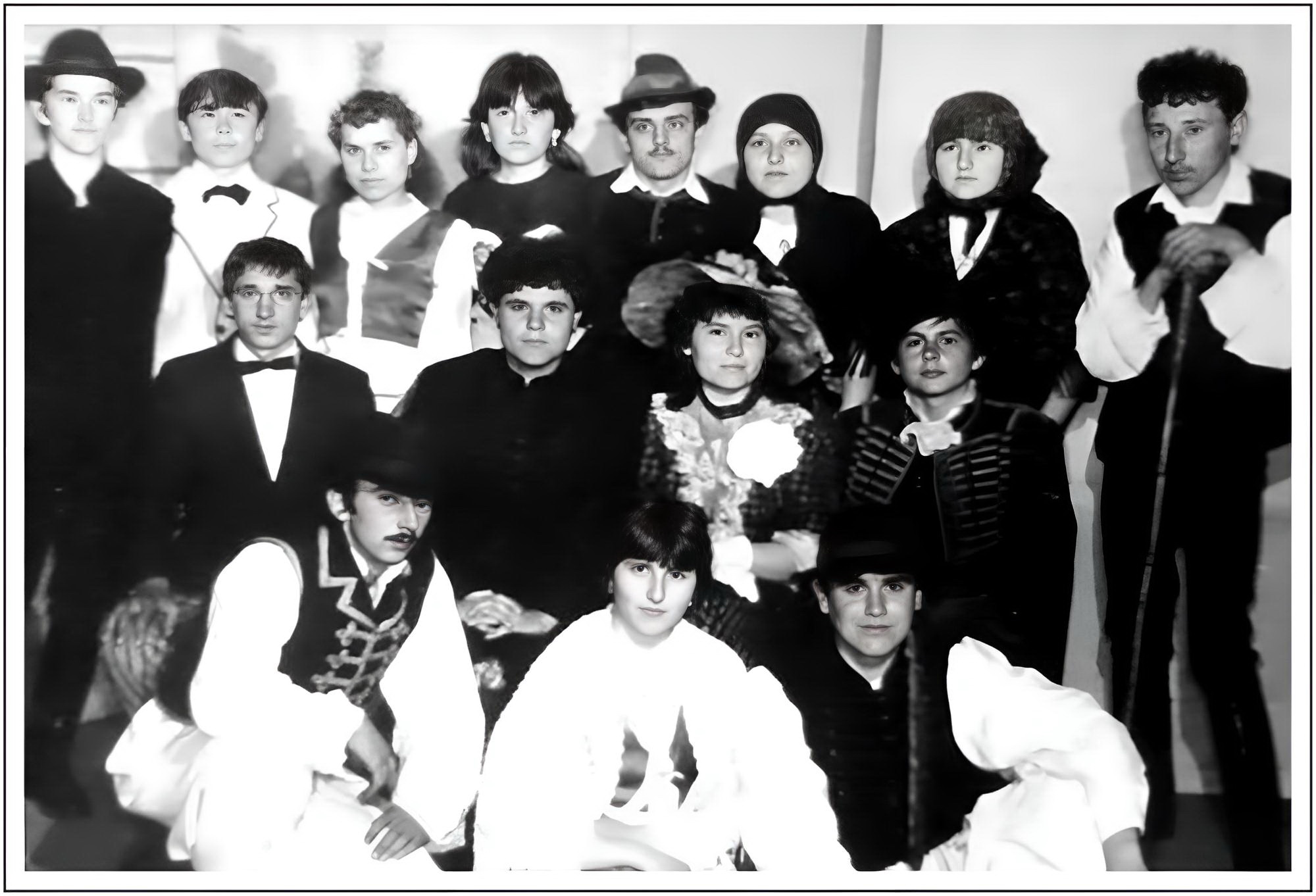
Móricz Zsigmond: Sári bíró (1984-1989).

### Hegyközi Napok
A rendezvény 2001 óta minden évben megrendezésre kerül. Motocross és Fogathajtó versenyeken kívül számos meghívott híresség és helyi amatőr színjátszó, zenész, táncos és énekes mutatja be tehetségét a település kihelyezett nyári színpadán.

## A község polgármesterei, alpolgármesterei
- Polgármester: Koncsek-Vadnai Zita - alpolgármester: Papp György (1992-1996) RMDSZ;
- Polgármester: Papp György - alpolgármester: Mészáros János (1996-2000) RMDSZ;
- Polgármester: Papp György - alpolgármester: Vitályos Barna (2000-2003) RMDSZ;
- Polgármester (kinevezett): Vitályos Barna - alpolgármester: Mészáros János (2003-2004) RMDSZ;
- Polgármester: Vitályos Barna - alpolgármester: Jakab Ernő (2004-2008) RMDSZ;
- Polgármester: Vitályos Barna - alpolgármester: Tóth Gyula (2008-2012) RMDSZ;
- Polgármester: Vitályos Barna - alpolgármester: Tóth Gyula (2012-2016) RMDSZ;
- Polgármester: Bónisz Sándor - alpolgármester: Nagy István Róbert (2016-2020) RMDSZ;
- Polgármester: Bíró Ferenc, Sándor - alpolgármester: Drugas Marius (2020-2023) EMNP-PNL;

## A település neves szülöttei
- Szilágyi Károly, Németország, Essen városában élő világhírű operaénekes, bariton.
- Orendt Mihály, Magyarországon, Debrecenben élő Bihar-kutató, író, költő, publicista. Írói neve Csatáry. 2013-tól Hegyközcsatár díszpolgára.

## Testvértelepülései
- Gendringen Hollandia (1995)
- Kaba (Magyarország, 2004)